# Маркевич, Владимир Дмитриевич
Владимир Дмитриевич Маркевич (26 апреля 1902 — 7 ноября 1991, Москва, СССР) — советский историк, москвовед, педагог и писарь.

## Биография
Родился 26 апреля 1902 года в семье землеустроителя. Очень рано лишился отца, из-за чего он с матерью переехали в Смоленск, где он окончил там гимназию, а с 1920 по 1930-е годы работал писарем в военкомате и суде. В 1930-е годы переехал в Москву и поступил на исторический факультет МГУ, после окончания устроился на работу в одну из московских школ на должность преподавателя истории, чуть позднее организовал и заведовал кабинетом по истории Ждановского района Москвы. В 1985 году он создал краеведческий кружок На таганке, куда стали приходить много людей из числа любителей истории Москвы. Кружок успешно существовал и после смерти Владимира Дмитриевича, но приказом Бориса Ельцина в 1993 году кружок был ликвидирован. Всю жизнь был одиноким и часто болел. В конце жизни потерял зрение, которое лишило его любимой работы.
Скончался 7 ноября 1991 года. Кремирован, урна с прахом захоронена в колумбарии Митинского кладбища (8-я секция).